# Charlotte A veces (novela)
Charlotte A veces es una novela para niños escrita por Penelope Farmer, escritora de origen inglés, publicada en 1969 en Gran Bretaña y los Estados Unidos. Es el tercio  y más-sabido de tres libros que presentan el Makepeace hermanas, Charlotte y Emma, a veces sabidos como el Aviary libros de Sala. La historia sigue una chica que empieza en entablar escolar quién encuentra una mañana  ha viajado misteriosamente atrás más de 40 años y está sabido cuando Clare. Charlotte y cambio de Clare coloca cada noche, alternando entre 1918 y el tiempo de Charlotte; a pesar de que Charlotte y Clare nunca se conocen,  se comunican a través de notas de diario en un libro de ejercicio. La historia está escrita del punto de vista de Charlotte: Clare nunca narra. Charlotte se encuentra atrapada en el tiempo de Clare, luchando para mantener su identidad.

## Antecedentes
A  la edad de 21 años, Penelope Farmer fue contratada para su primera colección de cuentos, Las Personas de China. Una historia originalmente destinada para él resultó ser demasiado larga para incluirla. Esto fue reescrito como el primer capítulo de Los Pájaros de Verano (1962), su primer libro con Charlotte y Emma Makepeace. En 1996 siguió un segundo libro, Emma en Invierno, con Emma como personaje principal. Charlotte A veces se publicó por primera vez en 1969 por Harcourt en los Estados Unidos, y por Chatto & Windus en el Reino Unido ese mismo año.
Penelope Farmer arregló muchos incidentes en Charlotte A veces con anticipación en función de las experiencias familiares. Más tarde escribió que Charlotte y Emma eran originalmente basadas en su madre y la hermana de su madre cuando eran niñas, sin padres y "teniendo que ser todo la una para la otra", siendo una la responsable, y la otra siendo bastante difícil. Ella escribió, "Emma y Charlotte han crecido en sus maneras propias y no es exactamente basado en mi madre y su hermana, pero eso es donde comenzó." La madre de Penelope Farmer, Penelope Boothby, quién era "habladora y poco convencional", además de ser la inspiración para Emma, también inspiró el carácter de Emily. El internado de la novela está ubicado cerca dónde vivía Penelope Farmer en Londres, pero está basado en la escuela de niñas Wst Heath en Sevenoaks, Kent, a la que ella y su hermana de gemela Judith asistieron en la década de 1950. Los elementos del libro basados en la escuela incluyen la puerta de entrada con columnas, la terraza de vidrio y el cedro, que aún está en pie, a partir de 2020. Algunos personajes estuvieron basados en alumnado real de la época. El episodio en el que Charlotte entra en la galería de cristal está basado en un acontecimiento real, cuando Penelope Farmer se subió a la galería de cristal y la rompió.
Existen dos versiones de la novela. Una edición revisada publicada por Dell en 1985 tiene una serie de cambios realizados por el autor. Casi todas las revisiones fueron menores, como la modernización del vocabulario, puntuación y la reformulación menor de oraciones. El cambio más significativo es que unos cuantos acontecimientos al final de la historia se eliminan. Estos incluyen un conmovedor episodio donde Charlotte, en su propio tiempo, recibe un paquete y una carta de la hermana de Clare, Emily, ya adulta. También se eliminó el final original, en el que llega el final del periodo y los internos se van en el autobús escolar, Charlotte entre ellos se dirige a su casa en Aviary Hall.
El libro ha sido reemitido, con el texto original, en la colección de Los Niños de Revisión de la Nueva York.

## Argumento

### Parte uno
Charlotte llega a un nuevo internado y una prefecto llamada Sarah le muestra el lugar. La madre de Sarah también asistió a esa escuela. Ella debe compartir una habitación con otras chicas (Susannah, Elizabeth, Janet, y Vanessa). La mañana próxima se encuentra en el mismo sitio, pero en el año 1918 con la guerra aún en curso. Una chica más joven llamada Emily llama a Charlotte su hermana y se dirige a ella como "Clare". Intenta pasar el día en 1918 sin ser notada. Cada noche, Charlotte se encuentra cambiando entre su tiempo propio y el tiempo de Clare. Tienen que aprender para vivir dos vidas diferentes. Charlotte y Clare logran escribirse en el diario de Clare, el cual  comparten y esconden en su cama.
Se supone que Emily y Clare pronto dejarán su habitación y se alojarán con la familia Chisel Brown. Tienen que asegurarse de que esto suceda cuando Clare esté en 1918, porque no serán capaces de cambiar otra vez después de eso.

### Parte dos
Charlotte, esperando haber regresado a su propio tiempo por última vez, se sorprende al descubrir que no lo ha hecho, y sigue en 1918. Se hospedará con la familia  Chisel Brown: parece  que estará atrapada en el pasado. En la casa, la señorita Agnes Chisel Brown les muestra a Charlotte y Emily los juguetes con los que alguna vez jugó, incluyendo soldados de juguete y un solitario tablero de canicas. Ella le cuenta a las dos chicas sobre su hermano Arthur, quién murió en la guerra. Charlotte reflexiona, adelante y atrás: a Arthur en el pasado; su propia hermana Emma en el futuro; y Clare, atrapada en el tiempo de Charlotte. Ella lucha con su identidad, siendo Charlotte a veces pero Clare otras veces.
Charlotte y Emily forman un plan para ingresar a la escuela por la noche en un intento de llevar a Charlotte a la cama, lo que llevará a Charlotte a su propio tiempo. Dentro de su habitación, el cual ahora está siendo utilizado como la enfermería de la escuela, Charlotte descubre que la cama está ocupada, y por ello no puede regresar a casa. Ella escapa de ser vista por la enfermera Gregory, pero está vista por otro estudiante, Ruth.
Charlotte no es la única que lucha con la identidad. Emily habla de la miseria de no tener madre y no ser deseada, y mudarse de un hogar a otro mientras su padre lucha en la guerra. Mientras tanto, Charlotte sueña que lucha por permanecer como Charlotte. Sueña con Arthur.
Llega una carta para Clare y Emily de su padre. Emily  no deja que Charlotte la lea, para desconcierto de las otras chicas. Charlotte, pensativa como siempre, se pregunta quién es la madre de Sarah es: ¿quizás  será la propia Charlotte si queda atrapada en 1918?
Por la noche, Charlotte sueña con Arthur otra vez, y que ella se ha convertido en Agnes. Su crisis de identidad llega a un punto crítico mientras lucha para preservar su identidad como Charlotte.
Una noche, los Chisel Brown celebran una sesión de espiritismo en un intento de hablar con Arthur. Las chicas se esconden detrás de las cortinas para observar. Durante la sesión,  oyen la voz de Clare clamando por Emily. Emily llora y las dos chicas son descubiertas y regañadas. Más tarde, la señorita Agnes pregunta sobre la voz que oyeron en la sesión: la de Clare. Luego le cuenta a Charlotte y Emily las experiencias de guerra de Arthur.
Finalmente, el Armisticio viene. La guerra es encima: baile de personas y celebrar en la calle, y Charlotte y Emily unen en, incluso aunque  enfade Señor Chisel Brown. En disgrace, Charlotte y Emily están devueltas a la escuela. Señorita Agnes les da los juguetes como regalo.

### Parte tres
Ruth recuerda su "sueño" de ver a Clare mientras estaba en la habitación de un enfermo. Debido a la epidemia de gripe, el alumnado es capaz de jugar juegos salvajes en los dormitorios, y finalmente Charlotte es capaz de dormir en la cama que la devolverá a su propio tiempo.
Al regresar, Charlotte se sorprende al saber que su compañera de cuarto, Elizabeth, había deducido la verdad sobre su intercambio con Clare. Charlotte se pregunta sobre la madre de Sarah y qué ha sido de Emily y Clare. En la escuela, Charlotte ve a la anciana señorita Wilkin. Charlotte se da cuenta de que conoció a la señorita Wilkin cuando era una joven profesora en 1918.
Un día, Charlotte se entera de lo que ha sido de Emily y Clare a través de una conversación con Sarah. La madre de Sarah es Emily, y Clare murió en la epidemia de gripe después de la guerra. Más tarde, Charlotte y Elizabeth hablan los acontecimientos que Charlotte ha experimentado. Encuentran el cuaderno de ejercicios en una de las patas de la cama, donde ha estado durante cuarenta años. Incluye la última carta que Charlotte le escribió a Clare.
Charlotte recibe un paquete de Emily como adulta. Contiene una carta de Emily, y los juguetes que la señorita Agnes les había dado hace más de cuarenta años. Charlotte coloca las canicas del juego solitario en un frasco y lo llena de agua, el cual las otras chicas admiran. Charlotte siente un sentido  de identidad personal al tener ahora su propia decoración en su tocador, pero reflexiona que las canicas le pertenecían a ella cuando vivía la vida de otra persona, concretamente la de Clare. Llega el final del curso, y los internos salen de la escuela en el autobús escolar, cantando rimas.

## Continuidad
Charlotte A veces empieza un año después del final de Los Pájaros de Verano, después de que Charlotte ha dejado la escuela de su pequeño pueblo, y cubre el periodo de su primer trimestre en un internado. Si bien se escribió tres años después de Emma en el invierno, ambientada durante el segundo período de Charlotte en el internado, los eventos de Charlotte A veces ocurren de antemano. La hermana de Charlotte, Emma, y su abuelo Elijah no aparecen en Charlotte A veces, aunque hay referencias a ellos. Por ejemplo, Charlotte compara a Emily con su hermana Emma en su propio tiempo y compara la casa de la familia Chisel Brown con su propia casa, Aviary Hall.
Emma en el Invierno comienza durante las mismas vacaciones de Navidad en las que termina Charlotte A veces, e indica que Charlotte se quedará una semana con uno de los amigos que hizo en el internado durante los eventos de Charlotte A veces. Emma en el invierno entonces sigue la historia de Emma mientras Charlotte regresa al internado.

## Temas

### Identidad
Mientras escribía Emma in Winter, Farmer no sabía que la identidad era un tema tan dominante en el libro. Solo se dio cuenta de eso cuando leyó los comentarios de Margery Fisher  sobre el libro en Growing Point. Tuvo una realización similar, esta vez por su cuenta, mientras escribía Charlotte A veces.
Ella escribe que "a la mitad de Charlotte A veces me di cuenta de que estaba escribiendo un libro sobre la identidad. Soy un gemelo, uno no idéntico, y aparentemente uno de los principales problemas de los gemelos no idénticos es siempre el establecimiento de un genuino y sentido separado de identidad. Mirando hacia atrás, puedo ver que, de hecho, ha sido una obsesión para mí, desde la edad de doce años más o menos".
El autor David Rees también señala esa identidad como un tema principal. Escribió: "Sus pasajes más memorables son conmovedores, resignados o relacionados con la ausencia, la pérdida o la muerte... Su tema no es tanto la maduración de las relaciones, sino la identidad... Charlotte comienza a preguntarse, con creciente consternación, si ella realmente es Charlotte: tal vez se haya convertido en Clare, en lugar de simplemente sustituirla. Este puede ser un miedo adulto: el miedo de no ser todo lo que tú y otras personas siempre han dicho que eres, la comprensión de que puedes ser alguien totalmente diferente."

### Viaje de tiempo
Charlotte A veces continúa el tema, iniciado en Emma in Winter, del viaje en el tiempo al pasado. Si bien esto no se explica en Charlotte A veces, aparece una explicación teórica en Emma en Invierno. Emma y Bobby están leyendo diarios en el estudio de Elijah, el abuelo de Emma y Charlotte, en el que encuentran un artículo que teoriza sobre la naturaleza no lineal del tiempo. Describe el tiempo como un resorte en espiral, que se puede juntar, de modo que algunos momentos en el tiempo pueden estar muy cerca de un momento en otro tiempo.

## Reseñas
Charlotte A veces recibió elogios generalizados de la crítica.
Margery Fisher, en una reseña de 1969 para su revista de literatura infantil Growing Point, escribió: "Al igual que Emma en Winter, este es realmente un estudio sobre la desintegración, el estudio de una niña que encuentra una identidad al perderla... Sobre todo, aquí hay un sueño -alegoría que enseña no a través de declaraciones sino a través del sentimiento. Percibimos el significado de los cambios de identidad de Charlotte en la forma en que ella misma los percibe... [Es] un libro de una distinción bastante excepcional... una historia inquietante y convincente que se acerca a ser una obra maestra de su tipo..."
La novelista infantil Eleanor Cameron escribió: "Farmer escribe con estilo. Es vívida en su descripción del lugar: en casi todas las páginas, salpicadas de coloridas figuras retóricas, somos atraídos a la escuela y los alrededores de la escuela a través de imágenes, sonidos y olores y texturas... sobre todo nos conmueve la profundidad y el patetismo de la relación entre Charlotte y Emily". Continúa: "Farmer siempre tiene el don de captar las posibilidades que nos dejan sin aliento, deleite y satisfacción."
Neil Millar en La Ciencia cristiana Monitor escribió: "Charlotte A veces es un libro de una distinción bastante excepcional... El libro trata esencialmente sobre la humanidad atrapada en el engaño del tiempo... No se olvida fácilmente"."
En 1969, El Tiempo de domingo describió el libro como "la fantasía más inquietante de este año".
La editora de libros para niñosMargaret K. McElderry escribió: "[Charlotte A veces] es una exploración fascinante de las frágiles barreras entre las capas del tiempo, manejada con gran habilidad en la escritura y delicadeza de percepción.
El autor infantil británico David Rees escribió en 1980 cómo "el libro no es peor por romper los límites convencionales de la novela infantil. Es probablemente la mejor novela de Penelope Farmer: compleja, tensa, sin una sola palabra equivocada, y merece totalmente el reconocimiento". popularidad que ha alcanzado."
Peggy Heeks escribe en Twentieth-Century Children's Writers que Charlotte A veces "muestra un manejo brillante de la técnica del cambio de tiempo y una sinceridad que rechaza soluciones hábiles a los dilemas de las dos heroínas".
Hannah Gerson, en una reseña de The Millions, escribió: "El libro es bueno, realmente bueno. . . . Puedo ver por qué esta novela inspiró The Cure. Es un libro algo lúgubre, una historia inquietante sobre la infancia, la identidad, la soledad y la muerte. Al mismo tiempo, tiene todos los placeres de una buena historia de viajes en el tiempo".

## Influencia y adaptaciones
El programa de televisión infantil de BBC One, Jackanory, presentó a Charlotte A veces como una lectura serializada abreviada en cinco partes en enero de 1974, leída por Rosalie Crutchley .  Daphne Jones adaptó el texto como una serie y el programa contó con fotografías de Jimmy Matthews Joyce. La productora ejecutiva fue Anna Home . 
En 1980, el escritor británico David Rees publicó The Marble in the Water, una colección de ensayos sobre literatura infantil británica y estadounidense. Su título proviene del episodio del capítulo final de Charlotte A veces . Cuando Charlotte, en su propio tiempo, coloca las canicas del juego de solitario que le envió la Emily adulta en una jarra de agua, nota lo grandes que se ven en el agua, aunque ordinarias cuando se sacan.
En 1993, Chivers Children's Audio Books lanzó una adaptación de Charlotte A veces en casete de audio.
En 1981, la banda inglesa The Cure lanzó un sencillo titulado Charlotte A veces . Su letra se refiere a Charlotte, el personaje central de la novela. Se refieren a los párrafos iniciales: "A la hora de acostarse, todas las caras, las voces se habían desdibujado para Charlotte a una sola cara, una sola voz. . . . La luz parecía demasiado brillante para ellos, brillando en las paredes blancas.", y varios eventos cerca del final del libro: gente bailando en las calles en el Armisticio; y una caminata escolar cuando Charlotte llora al enterarse del destino de Clare. El título de la cara B del sencillo, "Splintered in Her Head", también se tomó de una línea de la novela. The Cure luego lanzó otra canción basada en la novela, "The Empty World", en su álbum de 1984 The Top . En 2002, el cineasta Eric Byler estrenó una película titulada Charlotte a veces . Su línea argumental no tiene relación con la novela de Penelope Farmer, aunque su título proviene de la canción de The Cure, basada en la novela.
"Charlotte a veces" fue utilizado anteriormente como nombre artístico por la cantautora estadounidense Jessica Charlotte Polonia .